# Mouza
In Bangladesch, Pakistan und Teilen Indiens ist ein Mouza oder Mauza eine Art Verwaltungsbezirk, der einem bestimmten Landgebiet entspricht, in dem sich eine oder mehrere Siedlungen befinden können. Vor dem 20. Jahrhundert bezog sich der Begriff auf eine Einnahmenerhebungseinheit in einer Pargana oder einem Einnahmenbezirk.
Das Mauza-System auf dem indischen Subkontinent ähnelt dem Manor-System in Europa. Der Kopf einer Mauza ist als Mustajir, Pradhan oder Mulraiyat gestaltet, was Lord of the Manor im herrschaftlichen System entspricht.
Mit zunehmender Bevölkerungszahl und zunehmender Verbreitung und Entwicklung der Dörfer verlor das Konzept der Mouza an Bedeutung. Heute ist es meistens ein Synonym für das Gramm oder Dorf geworden. In den meisten Wählerlisten werden beispielsweise die Namen von Dörfern anstelle von Mouzas verwendet.